# Latvijas kauss 2006
La Coppa di Lettonia 2006 (in lettone Latvijas kauss) è stata la 65ª edizione del torneo a eliminazione diretta. Il Metalurgs ha vinto il trofeo per la prima volta.

## Formula
Fu confermata la formula della precedente stagione, con tutti i turni ad eliminazione diretta e tutti giocati in gara unica.
Nei primi due turni giocarono esclusivamente squadre iscritte alla 2. Līga, mentre dal terzo turno entrarono in gioco le squadre della 1. Līga 2006; infine dagli ottavi di finale scesero in campo le otto formazioni di Virslīga 2006.

## Primo turno
Le gare si sono giocate tra il 29 aprile e il 7 maggio 2006.
| Squadra 1         | Risultato   | Squadra 2       |
| ----------------- | ----------- | --------------- |
| Ādaži             | 0 – 5       | Kauguri         |
| Upesciems         | 0 – 4       | Melnā Roze Rīga |
| Hemats Rīga       | 1 – 3       | Priekuļi        |
| Rīnūži            | 14 – 0      | Salaspils       |
| Varavīksne        | 1 – 3       | Linde-N Kuldīga |
| Honda Ventspils   | 9 – 0       | Autonet Dobele  |
| Miku/UPTK Liepāja | 4 – 2       | Saldus          |
| Gulbene/Rubate    | 2 – 0       | Preiļu          |
| Aizkraukle        | 0 – 7       | Jēkabpils       |
| Pļaviņas          | 0 – 4       | Kvarcs Madona   |
| Daugava-90        | 3 – 2 (dts) | Olanija Olaine  |
| Ilūkste           | 8 – 0       | Līvāni          |
| Super Nova Rīga   | 1 – 6       | Ofriss Rīga     |
| Tukums 2000       | 1 – 3       | OSC/FK 33 Ogre  |
| Iecava            | 0 – 1       | Viesulis Rīga   |

## Secondo turno
Le gare si sono giocate tra il 12 e il 14 maggio 2006.
| Squadra 1       | Risultato           | Squadra 2         |
| --------------- | ------------------- | ----------------- |
| Melnā Roze Rīga | 2 – 0               | Jaunība Rīga      |
| Ilūkste         | 1 – 5               | Gulbene/Rubate    |
| Jēkabpils       | 2 – 1               | Kvarcs Madona     |
| OSC/FK 33 Ogre  | 2 – 5               | Viesulis Rīga     |
| Rīnūži          | 1 – 3               | Honda Ventspils   |
| Linde-N Kuldīga | 1 – 2 (dts)         | Miku/UPTK Liepāja |
| Kauguri         | 1 – 1 (dts 5-4 dcr) | Ofriss Rīga       |
| Daugava-90      | 1 – 0               | Priekuļi          |

### Partita aggiuntiva per l'accesso al terzo turno
| Squadra 1       | Risultato | Squadra 2      |
| --------------- | --------- | -------------- |
| Honda Ventspils | 1 – 0     | Gulbene/Rubate |

## Terzo turno
Le gare si sono giocate tra il 24 e il 31 maggio 2006. In questo turno entrarono in scena le otto squadre della 1. Līga che non erano formazioni riserve.
| Squadra 1       | Risultato           | Squadra 2         |
| --------------- | ------------------- | ----------------- |
| Auda Ķekava     | 0 – 0 (dts 2-4 dcr) | Tranzit           |
| Kauguri         | 1 – 10              | Melnā Roze Rīga   |
| Honda Ventspils | 1 – 2 (dts)         | Eirobaltija Rīga  |
| Viesulis Rīga   | 3 – 1               | Daugava-90        |
| Jēkabpils       | 9 – 2               | Miku/UPTK Liepāja |
| Abuls Smiltene  | 0 – 7               | Olimps Rīga       |
| Valmiera        | 1 – 0               | Alberts FK        |
| Jelgava         | 2 – 1               | Multibanka Rīga   |

## Ottavi di finale
Le partite si sono giocate tra il 7 e il 10 giugno 2006. In questo turno entrarono in gioco le squadre partecipanti alla Virslīga, disputando tutte il rispettivo turno in trasferta.
| Squadra 1        | Risultato | Squadra 2         |
| ---------------- | --------- | ----------------- |
| Viesulis Rīga    | 0 – 8     | Jūrmala           |
| Melnā Roze Rīga  | 1 – 5     | Ditton            |
| Eirobaltija Rīga | 0 – 2     | Rīga              |
| Tranzit          | 0 – 5     | Ventspils         |
| Jelgava          | 0 – 5     | Dinaburg          |
| Olimps Rīga      | 1 – 3     | Metalurgs Liepāja |
| Valmiera         | 1 – 2     | Dižvanagi Rēzekne |
| Jēkabpils        | 0 – 8     | Skonto            |

## Quarti di finale
Le partite si sono giocate il 28 e il 29 giugno 2006.
| Squadra 1         | Risultato   | Squadra 2         |
| ----------------- | ----------- | ----------------- |
| Dinaburg          | 1 – 2 (dts) | Metalurgs Liepāja |
| Dižvanagi Rēzekne | 3 – 1       | Jūrmala           |
| Skonto            | 3 – 0       | Ditton            |
| Dinaburg          | 2 – 3       | Ventspils         |

## Semifinali
Le partite si sono giocate il 10 e l'11 settembre 2006.
| Squadra 1         | Risultato | Squadra 2         |
| ----------------- | --------- | ----------------- |
| Ventspils         | 1 – 2     | Skonto            |
| Metalurgs Liepāja | 6 – 1     | Dižvanagi Rēzekne |

## Finale
| Arbitro: | Romāns Lajuks |

|                     |           |                         |
| Štolcers 20’ (rig.) | Marcatori | 56’ Karlsons 99’ Grebis |